# Malachi Throne
Malachi Throne (* 1. Dezember 1928 in New York City, New York; † 13. März 2013) war ein US-amerikanischer Schauspieler.

## Leben
Malachi Throne war ein populärer Gaststar in vielen Fernsehserien der 1960er und 1970er Jahre und neben Robert Wagner einer der Hauptdarsteller der Serie Ihr Auftritt, Al Mundy. Er wirkte auch in dem mit einem Oscar ausgezeichneten Kurzfilm In the Region of Ice, der Serie Ein Käfig voller Helden als Major Pruhst sowie in der Serie Auf der Flucht mit.
Throne spielte in zwei jeweils zweiteiligen Episoden zweier verschiedener Star-Trek-Serien mit. In Raumschiff Enterprise spielte er Commodore José Mendez in der Folge Talos IV – Tabu; in Raumschiff Enterprise: Das nächste Jahrhundert spielte er Pardek, einen romulanischen Senator, in der Folge Wiedervereinigung?. Er erschien auch in der zweiten Folge der Star-Trek-Fanserie Star Trek: New Voyages im Jahr 2004, in der er einen Klingonen darstellte.
Eine seiner merkwürdigsten Rollen war der Schurke False Face in der Fernsehserie Batman. False Face benutzte verschiedene Tarnungen, um seine Verbrechen zu vertuschen, und trug ansonsten eine halbdurchsichtige Maske. Die Maske führte dazu, dass Thrones wirkliches Gesicht nicht mehr zu erkennen war. Diesen Effekt ausnutzend, aber gegen den Wunsch Thrones, gaben die Produzenten in den Credits „? as False Face“ an. Dies passte zwar zum Camp-Stil der Show, jedoch wurde Throne so um seine Würdigung gebracht. Nur im Abspann am Ende der Episoden wird der Name erwähnt.
Im 2006 erschienenen Computerspiel Gothic 3 wirkte er als Synchronsprecher für die englische Version mit. In einer Folge der Science-Fiction-Fernsehserie Babylon 5 stellte Malachi Throne den Premierminister des Volkes der Centauri dar. Throne ist auch auf dem Album Tonight the Stars Revolt! von der Band Powerman 5000 bei zwei Liedern als Sprecher zu hören.
Malachi Throne lebte zuletzt in Südkalifornien, wo er als Theaterschauspieler wirkte.